# Parenti e tanti guai
Parenti e tanti guai (Sons and Daughters) è una serie televisiva statunitense in 9 episodi trasmessi per la prima volta nel corso di una sola stagione nel 1974. Un film per la televisione pilota era stato trasmesso il 22 marzo 1974 sulla CBS con il titolo Senior Year. La serie è ambientata nella California degli anni cinquanta e racconta le vicende degli studenti universitari della Southwest High a Stockton.

## Personaggi
- Anita Cramer (10 episodi, 1974), interpretata da	Glynnis O'Connor.
- Jeff Reed (10 episodi, 1974), interpretato da	Gary Frank.
- Ruth Cramer (9 episodi, 1974), interpretato da	Jan Shutan.
- Walter Cramer (9 episodi, 1974), interpretato da	John S. Ragin.
- Mary Anne (9 episodi, 1974), interpretata da	Laura Siegel.
- Lucille Reed (8 episodi, 1974), interpretata da	Jay W. MacIntosh.
- Danny Reed (7 episodi, 1974), interpretato da	Michael Morgan.
- Murray 'Moose' Kerner (6 episodi, 1974), interpretato da	Barry Livingston.
- Stanley 'Stash' Melnick (5 episodi, 1974), interpretato da	Scott Colomby.
- Evie Martinson (4 episodi, 1974), interpretata da	Debralee Scott.
- Charlie (4 episodi, 1974), interpretato da	Lionel Johnston.
- Cody (3 episodi, 1974), interpretato da	Christopher S. Nelson.

## Produzione
La serie fu prodotta da Universal TV e girata negli studios dellaGeneral Service a Los Angeles e in quelli della Universal Studios a Universal City in California. Le musiche furono composte da James Di Pasquale.
Tra i registi della serie è accreditato Richard Donner.

## Distribuzione
La serie fu trasmessa negli Stati Uniti nel 1974 sulla rete televisiva CBS. In Italia è stata trasmessa con il titolo Parenti e tanti guai.

## Episodi
| Stagione       | Episodi | Prima TV USA |
| -------------- | ------- | ------------ |
| Prima stagione | 9+1     | 1974         |